# Андрес Карраско
Андрес Карраско Каррільйо (ісп. Andrés Carrasco Carrillo, нар. 4 березня 1978, Улердула, Ал-Панадес, Іспанія) — іспанський футбольний тренер.

## Кар'єра
Народившись у селищі Сан-Мікель-д'Улердула, Улердула, Барселона, Каталонія. З 1999 року Карраско 13 років працював у «Ла-Масії», легендарній академії «Барселони», де тренував команди до 9, 12 та 14 років.
У червні 2011 року він переїхав за кордон і приєднався до грузинського «Динамо» (Тбілісі), обійнявши посаду директора академії у тренерському штабі його співвітчизника Алекса Гарсії.
Карраско повернувся до рідної країні в 2012 році, очоливши юнацьку команду «Малаги». Втім провівши лише один сезон, 15 липня 2013 року він повернувся до Грузії, після того як був призначений директором молодіжної академії «Сабуртало» (Тбілісі).
24 листопада 2014 року Карраско був призначений помічником менеджера Алекса Гарсії (з яким він працював у «Динамо») у «Сабаделі». Втім вже у лютому разом із головним тренером покинув клуб.
14 липня 2015 року Андрес приєднався до австралійського клубу «Вестерн Сідней Вондерерз» 14 липня 2015 року,
залишившись у клубі до лютого 2017 року, після чого прийняв пропозицію від турецького клубу «Кардемір Карабюкспор».
6 липня 2018 року Карраско очолив юнацьку команду донецького «Шахтаря» до 19 років. Він керував цією командою в Юнацькій лізі УЄФА 2019/20, де «гірники» не здобули жодної перемоги і не вийшли з групи.
10 листопада 2020 року, через місяць після призначення тренером юнацької збірної Кувейту до 19 років, Карраско був призначений головним тренером національної збірної Кувейту, а також олімпійської збірної. Андрес очолював збірну до жовтня 2021 року, коли його змінив Карлос Гонсалес .
2022 року Карраско повернувся до тбіліського «Динамо» на посаду голови молодіжного департаменту. 4 серпня 2023 року він очолив «біло-блакитних». Під його керівництвом вона фінішувала в чемпіонаті Грузії на другому місці. 7 червня 2024 року Карраско залишив посаду головного тренера тбіліського «Динамо».
11 червня 2024 року Карраско повернувся в Україну і став головним тренером черкаського ЛНЗ. Під керівництвом іспанця черкасці після 16 турів мали 18 очок та посідали в турнірній таблиці 10-те місце, програвши 4 останні матчі поспіль. Через це 12 грудня Карраско був звільнений з посади.